# 24. Screen Actors Guild-gála
A 24. Screen Actors Guild-gála a 2017-es év legjobb filmes és televíziós alakításait értékelte. A díjátadót 2018. január 21-én tartották a Los Angeles-i Shrine Auditoriumban. A ceremóniát a TNT és a TBS televízióadók egyszerre közvetítették élőben, az észak-amerikai időzóna szerint este nyolc órától.
A jelöltek listáját 2017. december 13-án hozták nyilvánosságra, 2017. december 4-én pedig kiderült, hogy a gála történetében először műsorvezető is lesz Kristen Bell személyében.
2017. augusztus 22-én tették közzé, hogy a Screen Actors Guild-életműdíjat Morgan Freeman kapja meg.

## Győztesek és jelöltek

### Film
| Legjobb férfi főszereplő | Legjobb férfi főszereplő | Legjobb női főszereplő     | Legjobb női főszereplő |
| --- | --- | -------------------------- | --- |
| | - Gary Oldman – A legsötétebb óra (Winston Churchill) - Timothée Chalamet – Szólíts a neveden (Elio Perlman) - James Franco – A katasztrófaművész (Tommy Wiseau) - Daniel Kaluuya – Tűnj el! (Chris Washington) - Denzel Washington – A jogdoktor (Roman J. Israel)                 |                            | - Frances McDormand – Három óriásplakát Ebbing határában (Mildred Hayes) - Judi Dench – Viktória királynő és Abdul (Viktória brit királynő) - Sally Hawkins – A víz érintése (Elisa Esposito) - Margot Robbie – Én, Tonya (Tonya Harding) - Saoirse Ronan – Lady Bird (Christine "Lady Bird" McPherson) |
| Legjobb férfi mellékszereplő | Legjobb férfi mellékszereplő | Legjobb női mellékszereplő | Legjobb női mellékszereplő |
| | - Sam Rockwell – Három óriásplakát Ebbing határában (Jason Dixon) - Steve Carell – A nemek harca (Bobby Riggs) - Willem Dafoe – Floridai álom (Bobby) - Woody Harrelson – Három óriásplakát Ebbing határában (William "Bill" Willoughby) - Richard Jenkins – A víz érintése (Giles) |                            | - Allison Janney – Én, Tonya (LaVona Golden) - Mary J. Blige – Mudbound (Florence Jackson) - Hong Chau – Kicsinyítés (Ngoc Lan Tran) - Holly Hunter – Rögtönzött szerelem (Beth Gardner) - Laurie Metcalf – Lady Bird (Marion McPherson)                                                                |
| Legjobb szereplőgárda (mozifilm) | |                            | |
| - Három óriásplakát Ebbing határában – Abbie Cornish, Peter Dinklage, Woody Harrelson, John Hawkes, Lucas Hedges, Željko Ivanek, Caleb Landry Jones, Frances McDormand, Clarke Peters, Sam Rockwell, Samara Weaving - Rögtönzött szerelem – Adeel Akhtar, Holly Hunter, Zoe Kazan, Anupam Kher, Kumail Nanjiani, Ray Romano, Zenobia Shroff - Tűnj el! – Caleb Landry Jones, Daniel Kaluuya, Catherine Keener, Stephen Root, Lakeith Stanfield, Bradley Whitford, Allison Williams - Lady Bird – Timothée Chalamet, Beanie Feldstein, Lucas Hedges, Tracy Letts, Stephen McKinley Henderson, Laurie Metcalf, Jordan Rodrigues, Saoirse Ronan, Odeya Rush, Marielle Scott, Lois Smith - Mudbound – Jonathan Banks, Mary J. Blige, Jason Clarke, Garrett Hedlund, Jason Mitchell, Rob Morgan, Carey Mulligane | |                            | |
| Legjobb kaszkadőrgárda (mozifilm) | |                            | |
| - Wonder Woman - Nyomd, Bébi, nyomd - Dunkirk - Logan – Farkas - A majmok bolygója: Háború | |                            | |

### Televízió
| Legjobb színész (minisorozat vagy tévéfilm) | Legjobb színész (minisorozat vagy tévéfilm) | Legjobb színésznő (minisorozat vagy tévéfilm) | Legjobb színésznő (minisorozat vagy tévéfilm) |
| --- | --- | --------------------------------------------- | --- |
| | - Alexander Skarsgård – Hatalmas kis hazugságok (Perry Wright) - Benedict Cumberbatch – Sherlock (Sherlock Holmes) - Jeff Daniels – Isten nélkül (Frank Griffin) - Robert De Niro – Hazugságok mágusa (Bernard Madoff) - Geoffrey Rush – Géniusz (Albert Einstein)                                              |                                               | - Nicole Kidman – Hatalmas kis hazugságok (Celeste Wright) - Laura Dern – Hatalmas kis hazugságok (Renata Klein) - Jessica Lange – Viszály (Joan Crawford) - Susan Sarandon – Viszály (Bette Davis) - Reese Witherspoon – Hatalmas kis hazugságok (Madeline MacKenzie)     |
| Legjobb színész (drámasorozat) | Legjobb színész (drámasorozat) | Legjobb színésznő (drámasorozat)              | Legjobb színésznő (drámasorozat) |
| | - Sterling K. Brown – Rólunk szól (Randall Pearson) - Jason Bateman – Ozark (Martin "Marty" Byrde) - Peter Dinklage – Trónok harca (Tyrion Lannister) - David Harbour – Stranger Things (Jim Hopper) - Bob Odenkirk – Better Call Saul (Jimmy McGill)                                                           |                                               | - Claire Foy – A Korona (II. Erzsébet királynő) - Millie Bobby Brown – Stranger Things (Eleven) - Laura Linney – Ozark (Wendy Byrde) - Elisabeth Moss – A szolgálólány meséje (June Osborne / Offred) - Robin Wright – Kártyavár (Claire Underwood)                        |
| Legjobb színész (vígjátéksorozat) | Legjobb színész (vígjátéksorozat) | Legjobb színésznő (vígjátéksorozat)           | Legjobb színésznő (vígjátéksorozat) |
| | - William H. Macy – Shameless – Szégyentelenek (Frank Gallagher) - Anthony Anderson – Feketék fehéren (Andre "Dre" Johnson, Sr.) - Aziz Ansari – Master of None – Majdnem elég jó (Dev Shah) - Larry David – Félig üres (Önmaga) - Sean Hayes – Will és Grace (Jack McFarland) - Marc Maron – GLOW (Sam Sylvia) |                                               | - Julia Louis-Dreyfus – Alelnök (Selina Meyer) - Uzo Aduba – Narancs az új fekete (Suzanne "Crazy Eyes" Warren) - Alison Brie – GLOW (Ruth "Zoya the Destroya" Wilder) - Jane Fonda – Grace és Frankie (Grace Hanson) - Lily Tomlin – Grace és Frankie (Frankie Bergstein) |
| Legjobb szereplőgárda (drámasorozat) | |                                               | |
| - Rólunk szól – Eris Baker, Alexandra Breckenridge, Sterling K. Brown, Lonnie Chavis, Mackenzie Hancsicsak, Justin Hartley, Faithe Herman, Ron Cephas Jones, Chrissy Metz, Mandy Moore, Chris Sullivan, Milo Ventimiglia, Susan Kelechi Watson, Hannah Zeile - A Korona – Claire Foy, Victoria Hamilton, Vanessa Kirby, Anton Lesser, Matt Smith - Trónok harca – Alfie Allen, Jacob Anderson, Pilou Asbæk, Hafþór Júlíus Björnsson, John Bradley West, Jim Broadbent, Gwendoline Christie, Emilia Clarke, Nikolaj Coster-Waldau, Liam Cunningham, Peter Dinklage, Richard Dormer, Nathalie Emmanuel, James Faulkner, Jerome Flynn, Aidan Gillen, Iain Glen, Kit Harington, Lena Headey, Isaac Hempstead-Wright, Conleth Hill, Kristofer Hivju, Tom Hopper, Anton Lesser, Rory McCann, Staz Nair, Richard Rycroft, Sophie Turner, Rupert Vansittart, Maisie Williams - A szolgálólány meséje – Madeline Brewer, Amanda Brugel, Ann Dowd, O. T. Fagbenle, Joseph Fiennes, Tattiawna Jones, Max Minghella, Elisabeth Moss, Yvonne Strahovski, Samira Wiley - Stranger Things – Sean Astin, Millie Bobby Brown, Cara Buono, Joe Chrest, Catherine Curtin, Natalia Dyer, David Harbour, Charlie Heaton, Joe Keery, Gaten Matarazzo, Caleb McLaughlin, Dacre Montgomery, Paul Reiser, Winona Ryder, Noah Schnapp, Sadie Sink, Finn Wolfhard | |                                               | |
| Legjobb szereplőgárda (vígjátéksorozat) | |                                               | |
| - Alelnök – Dan Bakkedahl, Anna Chlumsky, Gary Cole, Margaret Colin, Kevin Dunn, Clea Duvall, Nelson Franklin, Tony Hale, Julia Louis-Dreyfus, Sam Richardson, Paul Scheer, Reid Scott, Timothy Simons, Sarah Sutherland, Matt Walsh - Feketék fehéren – Anthony Anderson, Miles Brown, Deon Cole, Laurence Fishburne, Jenifer Lewis, Peter Mackenzie, Marsai Martin, Jeff Meacham, Tracee Ellis Ross, Marcus Scribner, Yara Shahidi - Félig üres – Ted Danson, Larry David, Susie Essman, Jeff Garlin, Cheryl Hines, J. B. Smoove - GLOW – Britt Baron, Alison Brie, Kimmy Gatewood, Betty Gilpin, Rebekka Johnson, Chris Lowell, Sunita Mani, Marc Maron, Kate Nash, Sydelle Noel, Marianna Palka, Gayle Rankin, Bashir Salahuddin, Rich Sommer, Kia Stevens, Jackie Tohn, Ellen Wong, Britney Young - Narancs az új fekete – Uzo Aduba, Emily Althaus, Danielle Brooks, Rosal Colon, Jackie Cruz, Francesca Curran, Daniella De Jesus, Lea DeLaria, Nick Dillenburg, Asia Kate Dillon, Beth Dover, Kimiko Glenn, Annie Golden, Laura Gómez, Diane Guerrero, Evan Arthur Hall, Michael J. Harney, Brad William Henke, Mike Houston, Vicky Jeudy, Kelly Karbacz, Julie Lake, Selenis Leyva, Natasha Lyonne, Taryn Manning, Adrienne C. Moore, Miriam Morales, Kate Mulgrew, Emma Myles, John Palladino, Matt Peters, Jessica Pimentel, Dascha Polanco, Laura Prepon, Jolene Purdy, Elizabeth Rodriguez, Nick Sandow, Abigail Savage, Taylor Schilling, Constance Shulman, Dale Soules, Yael Stone, Emily Tarver, Michael Torpey, Lin Tucci | |                                               | |
| Legjobb kaszkadőrgárda (televízió) | |                                               | |
| - Trónok harca - GLOW - Homeland: A belső ellenség - Stranger Things - The Walking Dead | |                                               | |

### Screen Actors Guild-életműdíj
- Morgan Freeman

## In Memoriam
A gála "in memoriam" szegmense az alábbi, 2017-ben elhunyt személyekről emlékezett meg:
- Miguel Ferrer
- John Hurt
- Bill Paxton
- Jeanne Moreau
- Robert Guillaume
- Powers Boothe
- Adam West
- Martin Landau
- John Heard
- Glen Campbell
- Jerry Lewis
- John Hillerman
- Mike Hodge
- Harry Dean Stanton
- Richard Anderson
- Sam Shepard
- Bernie Casey
- Shelley Berman
- Ann Wedgeworth
- Rose Marie
- Glenne Headly
- Jay Thomas
- Charlie Murphy
- Nelsan Ellis
- Dina Merrill
- Joseph Bologna
- Roger Moore
- Loren Janes
- Dick Gregory
- June Foray
- Jerry Van Dyke
- Miriam Colon
- Elena Verdugo
- Paula Dell
- John Bernecker
- Della Reese
- David Cassidy
- Jim Nabors
- Erin Moran
- Don Rickles

## Műsorvezetők
A gálán az alábbi műsorvezetők működtek közre:
- Halle Berry
- Dakota Fanning
- Lupita Nyong'o
- Emma Stone
- Kelly Marie Tran
- Mary J. Blige
- Jason Clarke
- Woody Harrelson
- Holly Hunter
- Daniel Kaluuya
- Zoe Kazan
- Frances McDormand
- Laurie Metcalf
- Kumail Nanjiani
- Sam Rockwell
- Ray Romano
- Saoirse Ronan
- Allison Williams
- Rosanna Arquette
- Gabrielle Carteris
- Mandy Moore
- Olivia Munn
- Niecy Nash
- Gina Rodriguez
- Maya Rudolph
- Marisa Tomei
- Connie Britton
- Geena Davis
- Goldie Hawn
- Kate Hudson
- Brie Larson
- Laura Linney
- Leslie Mann
- Megan Mullally
- Sarah Silverman
- Rita Moreno
- Molly Shannon

## Fordítás
- Ez a szócikk részben vagy egészben  a(z)   24th Screen Actors Guild Awards című angol Wikipédia-szócikk fordításán alapul.  Az eredeti cikk szerkesztőit annak laptörténete sorolja fel. Ez a jelzés csupán a megfogalmazás eredetét és a szerzői jogokat jelzi, nem szolgál a cikkben szereplő információk forrásmegjelöléseként.